# Cristina Nóbrega
Cristina Nóbrega (Lisboa, 23 de Fevereiro de 1967) é uma cantora e fadista portuguesa.

## Biografia
Cristina Nóbrega canta desde sempre mas só em 2008, por decisão própria, decide começar a cantar. Com uma educação clássica, frequentou o Escola de Dança do Conservatório Nacional e a Academia de Música em Lisboa. Descobre o Fado aos 20 anos e é no concerto ao vivo de Amália Rodrigues no Coliseu em 1990 que fica presa para sempre. Cantava ocasionalmente para amigos. Em 2007 começa a cantar no Clube de Fado. A sua estreia acontece em Madrid a 14 de Setembro de 2008 na “Noite Branca”, a convite do Círculo de Bellas Artes.. Nesse mesmo dia é editado o seu álbum de estreia, "Palavras do meu Fado/iPlay 2008", no qual interpreta poemas de autores como Pedro Homem de Mello, David Mourão-Ferreira, Ary dos Santos e Luís de Camões.
Em maio de 2009 recebe o prémio 'Artista Revelação' atribuído pela Fundação Amália Rodrigues, em 2011 o Prémio SPA como intérprete e em 20013 é o Prémio da Fundação GDA 
Tem actuado em Portugal e no estrangeiro, onde se destaca o Concerto com o Guitarrista Carlos Gonçalves na Catedral de Cartago, e foi das primeiras fadistas da história a levar o fado até as fronteiras de Pequim, China, em julho de 2013. Cristina Nóbrega canta em lnglês, Castelhano, Francês e Italiano.
Em 2014 edita dois álbuns "Um Fado Para Fred Astaire", que conta com o inédito 'Las Cenizas de Mis Canciones' onde canta em dueto com a Cubana Omara Portuondo, voz dos Buena Vista Social Club. Nesse mesmo ano edita o CD+DVD 'Cristina Nóbrega Live at Mosteiro dos Jerónimos'.
O seu último CD (Dezembro de 2015) foi registado no concerto realizado ao vivo no Largo do Teatro Nacional de São Carlos. 

### Discografia
- Palavras Do Meu Fado ‎(CD, iPlay, 2008)
- Retratos ‎(CD, Sony Music, 2010)
- Um Fado Para Fred Astaire ‎(CD, Watch&Listen, 2013)
- Cristina Nóbrega Live at Mosteiro dos Jerónimos' (CD+DVD, Watch&Listen, 2013)
- Cristina Nóbrega ao vivo no Chiado (CD, 2015)